# Консерваторія Люксембургу
49°36′08″ пн. ш. 6°06′25″ сх. д. / 49.602222222222° пн. ш. 6.1069444444444° сх. д.
Консерваторія Люксембургу (Conservatoire de Luxembourg) — консерваторія у  Люксембурзі.  Заснована 1906 року на кошти приватних пожертвувань. 
В консерваторії навчається близько 2 600 студентів і працює 136 професорів (2010). Заклад тісно співпрацює з люксембурзькою філармонією і театром, а також з консерваторіями інших країн, зокрема Московською і Петербурзькою. Займає сучасну будівлю оригінальної архітектури у формі спіралі. 